# Комісія з протидії спробам фальсифікації історії на шкоду інтересам Росії
Комісія при президенті РФ з протидії спробам фальсифікації історії на шкоду інтересам Росії (рос. Комиссия при Президенте РФ по противодействию попыткам фальсификации истории в ущерб интересам России).

## Створення
Комісія створена при Президенті Російської Федерації 15 травня 2009 року. 

## Мета
Серед головних завдань комісії, що перелічені на сайті президента РФ , є:
- збір та аналіз інформації про фальсифікацію історичних фактів та подій, що має на меті зменшення міжнародного престижу Російської Федерації;
- розгляд пропозицій та координація діяльності органів державної влади різних рівнів та організацій з питань протидії спробам фальсифікції історичних фактів та подій на шкоду інтересам Росії;
- вироблення рекомендацій із адекватного реагування на спроби фальсифікації історичних фактів та подій а також з нейтралізації їх можливих негативних наслідків.

## Ліквідація
Указ про створення комісії було скасовано 14 лютого 2012 р., і комісія припинила існування.